# BostonGene
BostonGene Corporation（ボストンジーン　コーポレーション）は、アメリカ合衆国マサチューセッツ州ウォルサムに拠点をおくバイオテクノロジー企業。

## 概要
BostonGeneは2015年に設立され、技術とバイオロジーを融合した企業で、がん患者治療の改善と、研究及び医薬品開発の進展に貢献を目指している。
同社のAIを活用したマルチオミクス解析プラットフォームを用いる事により、免疫システムと腫瘍微小環境を含めたがん患者の分子プロファイルをデジタル化し、病変の主要ドライバーと薬剤ターゲットを明らかにしている。
CLIA認定およびCAP認定を受けた特定の適応症のがんライブラリーと最新のバイオアナリティクスにより、プレシジョンメディシンの普及と最先端のがん研究を進展させるような正確で臨床的に確立されたインサイトを提供している。
2022年には日本電気株式会社（NEC）や日本産業パートナーズ（JIP）などから1.5億ドルの資金調達を実施し、事業拡大を進めている。
2023年にはBostonGene Japan株式会社を設立し、日本市場への本格参入を開始した。
2024年にはタケダと免疫・腫瘍領域での共同研究を実施するなど、日本国内での活動を拡大している。

## Tumor Portrait
Tumor Portrait™は、BostonGene Corporationが開発した包括的ながん分子・免疫プロファイリングサービスである。
患者ごとの腫瘍や腫瘍微小環境の詳細な解析を行い、個別化医療の実現を支援する。

### 概要
Tumor Portrait™は、全エクソームシーケンス（Whole Exome Sequencing, WES）と全トランスクリプトームシーケンス（RNA-seq）を組み合わせることで、腫瘍細胞の遺伝的特徴や遺伝子発現のプロファイルを解析する。
また、腫瘍微小環境（Tumor Microenvironment, TME）の解析を通じて、免疫細胞の構成や活性状態を評価し、患者ごとに最適な治療戦略を提案している。

### 主な特徴
遺伝子変異の解析：

がん関連遺伝子の変異、コピー数変異（CNV）、融合遺伝子などを検出。

免疫プロファイリング：

腫瘍浸潤リンパ球（TIL）やマクロファージの分布・活性を評価。

薬剤応答予測：

ゲノム・トランスクリプトーム情報を基に、標的治療、免疫療法、化学療法の適応を予測。

AIを活用したデータ解析：

人工知能（AI）と機械学習を活用し、膨大な分子データから臨床的に有用な情報を抽出。

## BostonGene Japan
BostonGene Japan株式会社は、BostonGene、日本電気株式会社(NEC)、日本産業パートナーズによって設立された東京を拠点とする合弁会社。
個別化医療を推進し、患者のアウトカムを劇的に改善することを目指している。
同社は、BostonGeneのAIを活用したマルチオミクスプラットフォームを活用し、医薬品開発を加速し、がん患者一人一人に対し個別化治療を提供している。

## 沿革
- 2015年 - BostonGene設立
- 2019年4月 - [6]日本電気株式会社（NEC）から5,000万ドルのシリーズA投資を受け、AIを活用したがん免疫療法の開発を強化した。
- 2022年4月 - NECや日本産業パートナーズ株式会社などから1.5億ドルのシリーズB資金調達を実施し、BostonGene Tumor Portrait™ Testsのグローバル市場開拓に向けた研究開発や臨床試験の拡大を進める。
- 2023年8月 - [7]BostonGene、NEC、日本産業パートナーズの3社が合弁会社「BostonGene Japan株式会社」を設立し、日本およびアジア市場でのがん個別化治療の推進した。
- 2023年9月 - [8]北海道大学病院と提携し、HER2陽性乳がん患者を対象とした新規診断技術の開発を開始した。
- 2024年8月 - [9]BostonGeneは武田薬品工業と免疫・腫瘍領域に特化した共同研究を開始した。